# Оґожельчин (Великопольське воєводство)
Оґожельчин (пол. Ogorzelczyn) — село в Польщі, у гміні Тулішкув Турецького повіту Великопольського воєводства.
Населення — 597 осіб (2011).
У 1975-1998 роках село належало до Конінського воєводства.

## Демографія
Демографічна структура станом на 31 березня 2011 року:
|          | Загалом | Допрацездатний вік | Працездатний вік | Постпрацездатний вік |
| -------- | ------- | ------------------ | ---------------- | -------------------- |
| Чоловіки | 280     | 71                 | 184              | 25                   |
| Жінки    | 317     | 75                 | 182              | 60                   |
| Разом    | 597     | 146                | 366              | 85                   |